# Juristische Rundschau
Die Juristische Rundschau (JR) ist eine monatlich, seit 1. Januar 1925 erscheinende juristische Fachzeitschrift aus dem Verlag Walter de Gruyter.
Nach ihrem Selbstverständnis soll sie in den „Schwerpunkten des Straf- und Zivilrechts einen knappen, konzentrierten Überblick über die Rechtsentwicklung in Lehre und Rechtsprechung“ geben. Herausgeber sind Professor Dr. Markus Löffelmann, Professor Dr. Mustafa Temmuz Oğlakcıoğlu, Professor Dr. Dirk Olzen.